# Fluvastatin
Fluvastatín (pod zaščitenim imenom Lescol) je antihiperlipemik iz skupine statinov; deluje kot zaviralec HMG-CoA-reduktaze in znižuje koncentracijo LDL v krvi.
Patentirali so ga leta 1982, dovoljenje za promet pa so mu dodelili leta 1994.

## Neželeni učinki
Neželeni učinki fluvastatina so podobni kot pri drugih statinih; pogosti neželeni učinki so slabost, dispepsija, nespečnost in glavobol.  Povzroči lahko, kot je značilno za statine, tudi mišično bolečino, v redkih primerih lahko pride do rabdomiolize.

## Součinkovanje z drugimi zdravili
Za razliko od lovastatina, simvastatina in atorvastatina, fluvastatin nima pomembnejših součinkovanj z zdravili, ki zavirajo jetrni encim CYP3A4, in izkazuje nasploh manjši potencial součinkovanj kot večina drugih statinov. Flukonazol, ki je močan zaviralec CYP2C9, lahko ob sočasnem jemanju povzroči povišanje vrednosti fluvastatina v krvi.

## Farmakologija

### Mehanizem delovanja
Fluvastatin zavira jetrni encim HMG-CoA-reduktazo, ki katalizira pomembno stopnjo v sintezi holesterola.

### Farmakodinamika
Cochranov sistematični pregled je pokazal, da povzroči fluvastatin v odmerkih 10 do 80 mg/dan 10,7- do 24,9-odstotno znižanje skupnega holesterola, 15,2- do 34,9-odstotno znižanje LDL-a in 3,0- do 17,5-odstotno znižanje trigliceridov.

### Farmakokinetika
Učinkovina se hitro in domala popolno (98 %) absorbira iz prebavil. Ob zaužitju s hrano se absorpcija fluvastatina upočasni, vendar se pa obseg absorpcije ne poveča. Zaradi učinek prvega prehoda|učinka prvega prehoda je biološka uporabnost fluvastatina nižja (okoli 24–30-odstotna). Okoli 98 % učinkovine je v krvi vezane na plazemske beljakovine.
V presnovo fluvastatina se vpleta več vrst encimov citokroma P450 (zlasti CYP2C9, v manjši meri pa tudi CYP3A4 in CYP2C8), zato je v manjši meri podvržen součinkovanjem z zdravili, ki zavirajo določen citokrom P450. Glavni presnovek fluvastatina je N-desizopropil-propionska kislina, ki farmakološko ni aktivna.
93 do 95 % fluvastatina se izloči z blatom; od tega le manj kot 2 % v obliki izhodiščne učinkovine, večina pa v obliki presnovkov.